# Verdrag van Brugge (1206)
Het Verdrag van Brugge werd gesloten op 14 oktober 1206 tussen Lodewijk II van Loon en Willem I van Holland en maakte een einde aan de Loonse Oorlog (1203-1206).

## Achtergrond
Toen graaf Dirk VII van Holland in 1203 stierf, erfde zijn dochter Ada zijn nalatenschap. Haar oom Willem I betwistte de erfenis. Zich beroepend op het leenrecht van een zwaardleen, in casu het graafschap Holland, dat stipuleerde dat opvolging ontoelaatbaar was door een vrouw zonder voogd, meende hij het recht aan zijn kant te hebben. Willem riep zich uit als voogd van Ada. Ada huwde in allerijl met Lodewijk II van Loon, een oorlog kondigde zich aan.

## Verdrag
Na drie jaar oorlog gingen beide partijen onderhandelen. Het was Filips I van Namen, ruwaard en baljuw van Vlaanderen, die beide partijen kon samenbrengen. In eerste instantie verkreeg Willem Zeeland en de streek rond Geertruidenberg. Lodewijk II kreeg Noord-Holland en Willem, Zuid-Holland, de rivier de Maas vormde vermoedelijk de grens.. Paus Honorius III bevestigde het vredesverdrag.
Maar Willem zette zijn wil door en de Duitse keizer Otto IV erkende hem in 1213 als graaf van geheel Holland.